# Katja
Katja ist eine Kurzform des russischen Vornamens Jekaterina; zu dessen Herkunft und Bedeutung siehe Katharina.

## Verbreitung
Der Name Katja wurde in den 1950er Jahren populär in Deutschland. Anfang der 1970er war er einige Male unter den zehn häufigstvergebenen weiblichen Vornamen des Jahres. Seine Beliebtheit ging Anfang der 1990er Jahre zurück, so dass heute kaum noch Kinder Katja genannt werden.

## Varianten
- Katia
- englisch Katya

## Namensträger
- Katja Andy (eigentlich Käte Aschaffenburg; 1907–2013), deutsch-US-amerikanische Pianistin
- Katja Behrens (1942–2021), deutsche Schriftstellerin, Übersetzerin und Lektorin
- Katja Bienert (* 1966), deutsche Schauspielerin, Texterin und Produzentin
- Katja Brunner (* 1991), Schweizer Dramatikerin
- Katja Burkard (* 1965), deutsche Fernsehmoderatorin
- Katja Danowski (* 1974), deutsche Schauspielerin
- Katja Demut (* 1983), deutsche Leichtathletin
- Katja Dieckow (* 1984), deutsche Wasserspringerin
- Katja Dofel (1971–2023), deutsche Journalistin und Fernsehmoderatorin
- Katja Ebbinghaus (* 1948), deutsche Tennisspielerin
- Katja Ebstein (* 1945), deutsche Sängerin und Schauspielerin
- Katja Flint (* 1959), deutsche Schauspielerin
- Katja Früh (* 1953), Schweizer Schauspielerin und Regisseurin
- Katja von Garnier (* 1966), deutsche Regisseurin
- Katja Gerber (* 1975), deutsche Judoka
- Katja Gürtler (* 1989), österreichische Fußballspielerin und -trainerin
- Katja Haller (* 1981), italienische Biathletin
- Katja Haupt (* 1985), deutsche Rennrodeltrainerin
- Katja Horneffer (* 1968), deutsche Meteorologin und Fernsehmoderatorin
- Katja Husen (1976–2022), deutsche Biologin und Politikerin (Bündnis 90/Die Grünen)
- Katja Kassin (* 1979), deutsche Pornodarstellerin
- Katja Kean (* 1968), dänische Pornodarstellerin
- Katja Keller (* 1970), deutsche Schauspielerin, Songwriterin und Sängerin
- Katja Kipping (* 1978), deutsche Politikerin (Die Linke)
- Katja Koren (* 1975), slowenische Skirennläuferin
- Katja Kramarczyk (* 1984), deutsche Handballspielerin
- Katja Krasavice (auch Katrin Vogel; * 1996), deutsche Webvideoproduzentin und Sängerin
- Katja Kraus (* 1970), deutsche Fußballspielerin und -funktionärin
- Katja Lange-Müller (* 1951), deutsche Schriftstellerin
- Katja Langkeit (* 1983), deutsche Handballspielerin
- Katja Lehto (* 1972), finnische Eishockeyspielerin
- Katja Leikert (* 1975), deutsche Politikerin (CDU)
- Katja Liebing (* 1968), deutsche Schauspielerin
- Katja Marx (* 1965), deutsche Journalistin und Medienmanagerin
- Katja Mast (* 1971), deutsche Politikerin (SPD)
- Katja Meirowsky (1920–2012), deutsche Widerstandskämpferin, Künstlerin und Kabarettistin
- Katja Nottke (* 1958), deutsche Synchronsprecherin
- Katja Nyberg (* 1979), norwegische Handballspielerin
- Katja Paryla (1940–2013), deutsche Schauspielerin
- Katja Primel (* 1972), deutsche Hörspiel- und Synchronsprecherin
- Katja Požun (* 1993), slowenische Skispringerin
- Katja Rathje-Hoffmann (* 1963), deutsche Politikerin (CDU)
- Katja Riemann (* 1963), deutsche Schauspielerin
- Katja Riipi (* 1975),  finnische Eishockeyspielerin
- Katja Rupé (* 1949), deutsche Schauspielerin
- Katja Schroffenegger (* 1991), italienische Fußballtorfrau
- Katja Schuurman (* 1975), niederländische Schauspielerin
- Katja Seizinger (* 1972), deutsche Skirennläuferin
- Katja Strauss-Köster (* 1970), deutsche Politikerin, Bürgermeisterin von Herdecke
- Katja Studt (* 1973), deutsche Schauspielerin
- Katja Suding (* 1975), deutsche Politikerin (FDP)
- Katja Tengel (* 1981), deutsche Sprinterin
- Katja Thater (* 1966), deutsche Pokerspielerin
- Katja Višnar (* 1984), slowenische Skilangläuferin
- Katja Weitzenböck (* 1967), österreichische Schauspielerin
- Katja Wienerroither (* 2002), österreichische Fußballspielerin
- Katja Wolf (* 1976), deutsche Politikerin (Die Linke)
- Katja Woywood (* 1971), deutsche Schauspielerin
- Katja Wüstenfeld (geb. Katja Beer; * 1976), deutsche Biathletin
- Katja Ziliox (* 1970), deutsche Schwimmerin

## Sonstige Namensverwendung
- Katja (Schiff), ein 1995 vom Stapel gelaufener Öltanker
- Katja (Apfel), eine Apfelsorte
- (1113) Katja, ein Asteroid des Hauptgürtels